# Patera de Mezrina
Mezrina Patera
Pour les articles homonymes, voir Mezrina.
La patera de Mezrina (désignation internationale : Mezrina Patera) est une patera située sur Vénus dans le quadrangle d'Aino Planitia. Elle a été nommée en référence à Anna Mezrina (1853–1938), sculptrice russe sur argile de jouets de Dymkovo.